# Fermín Pardo Pardo
Fermín Pardo Pardo (Hortunas, Requena, 20 de abril de 1945) es uno de los principales expertos en música tradicional valenciana. A lo largo de su trayectoria ha realizado un extenso trabajo de recopilación del folclore por todo el territorio valenciano. Así mismo ha estudiado muchas vertientes de la cultura tradicional como por ejemplo la indumentaria, las fiestas, la arquitectura, la religiosidad popular, etc. 

## Biografía
Nació a Hortunas, una aldea de Requena que tenía entonces una población de 370 habitantes. Realizó los estudios primarios en la Escuela de Hortunas y el bachillerato en el Instituto de Enseñanza Media de Requena, donde finalizó en 1961.
Se trasladó a Valencia para estudiar Magisterio y posteriormente se licenció en Historia por la Universidad de Valencia. Inició su carrera en el Colegio Guillem Tatay de Godella, en 1968, ganó las oposiciones de maestro, ejerciendo en otras poblaciones valencianas. Finalmente en 1997 ingresó como maestro en el Colegio Público Lucio Gil de Requena hasta su jubilación.
Su interés por la música tradicional empezó muy pronto. Mientras estudiaba magisterio se integró en el grupo del Centro Aragonés de Valencia y posteriormente en el Grupo de Danzas de la Sección Femenina, pero el gran cambio se produjo con la creación del Seminario de Arte Popular del Departamento de Historia del Arte de la Universidad de Valencia. Fermín Pardo formó parte de este grupo de trabajo que reformuló a nivel científico la metodología a seguir para tratar y analizar la cultura popular. El Seminario tuvo una proyección nacional con la participación en congresos, entre los cuales hay que destacar el Congreso Nacional de Artes y Costumbres Populares de Palma de Mallorca de 1975  donde Fermín Pardo participó como ponente.
A partir de 1974 empezó a trabajar con un equipo de recopiladores coordinados por Salvador Seguí Pérez, del cual también formaron parte María Teresa Oller, Sebastián Garrido, Ricardo Pitarch y José Luis López. La Fundación Juan March financió este grupo a través de una beca concedida al musicòlogo Salvador Seguí para viajar a las diferentes comarcas de la provincia de Valencia y recoger canciones y melodías.  Fermín Pardo realizó los trabajos de campo en las comarcas de Serranos, Rincón de Ademuz, Campo de Requena-Utiel, Valle de Ayora – Cofrentes, la Costera, Hoya de Buñol, Horta de València, además de algunas localidades de la Canal de Navarrés, Vall d'Albaida, Camp de Morvedre y la Ribera.
En el año 1976, la Institución Alfons el Magnánimo, de la cual formaba parte la Sección de Música Folclórica del Instituto de Etnología Valenciana, decidió ayudarlos para ampliar la investigación con el interés de elaborar un cancionero tradicional musical de Castellón y Valencia y así completar la tarea desarrollada, los últimos años, por Salvador Seguí con la publicación del Cançoner de la provincia de Alicante. Como culminación de todo el trabajo de este periodo, en 1980, la Institución Alfons el Magnánimo publicó el Cancionero Musical de la provincia de Valencia en el cual colaboró Fermín Pardo. Es en este periodo cuando este equipo hizo una gran tarea de recopilación de materiales, textos y melodías de mayos de muchas poblaciones- del Campo de Requena-Utiel, Valle de Ayora, algunas localidades de l'Horta de Valencia, la Serrania del Túria y el Rincón de Ademuz.
Entre 1977-1999 Fermín Pardo fue el responsable de coordinar a los danzantes y de enseñar las danzas típicas de las fiestas de Corpus en la ciudad de Valencia, tanro danzas infantiles como las de adultos.
En 1984 el Ministerio de Cultura le concede, junto a Rosa Julia Cañada Solaz, una ayuda a la investigación para la recopilación y estudio del patrimonio literario-musical del Campo de Requena-Utiel. En 1988 Fermín Pardo y María Teresa Oller vuelven a formar equipo para presentar a la Institución Valenciana de Estudios e Investigación (IVEI) un proyecto monográfico dedicado al canto de los mayos en las comarcas valencianas. La institución les concedió una ayuda económica que hizo posible aumentar la colección de textos y melodías. Hacia 1990  Fermín Pardo y María Teresa Oller realizaron un trabajo inédito de recopilación de toda la música que rodea el Rosario de la Aurora en la provincia de Valencia, para el Instituto Alfons el Magnánimo de la Diputación de Valencia.
Todos estos proyectos supusieron un esfuerzo sistemático de investigación, grabación y catalogación de un material etnográfico de gran valor y con una gran extensión territorial. Posteriormente, Fermín Pardo ha continuado trabajando para recopilar las tradiciones y expresiones orales (Canto valenciano ), la música tradicional, los usos sociales, rituales y actos festivos así como los conocimientos relacionados con la naturaleza y las técnicas artesanales tradicionales.
El día 6 de mayo de 2018 el Museu Valencià d'Etnologia organizó un homenaje a Fermín Pardo por toda su carrera como recopilador y transmisor de la cultura inmaterial y en el que se bailaron las danzas recuperadas gracias a sus investigaciones.

## Creación y participación en grupos de música tradicional

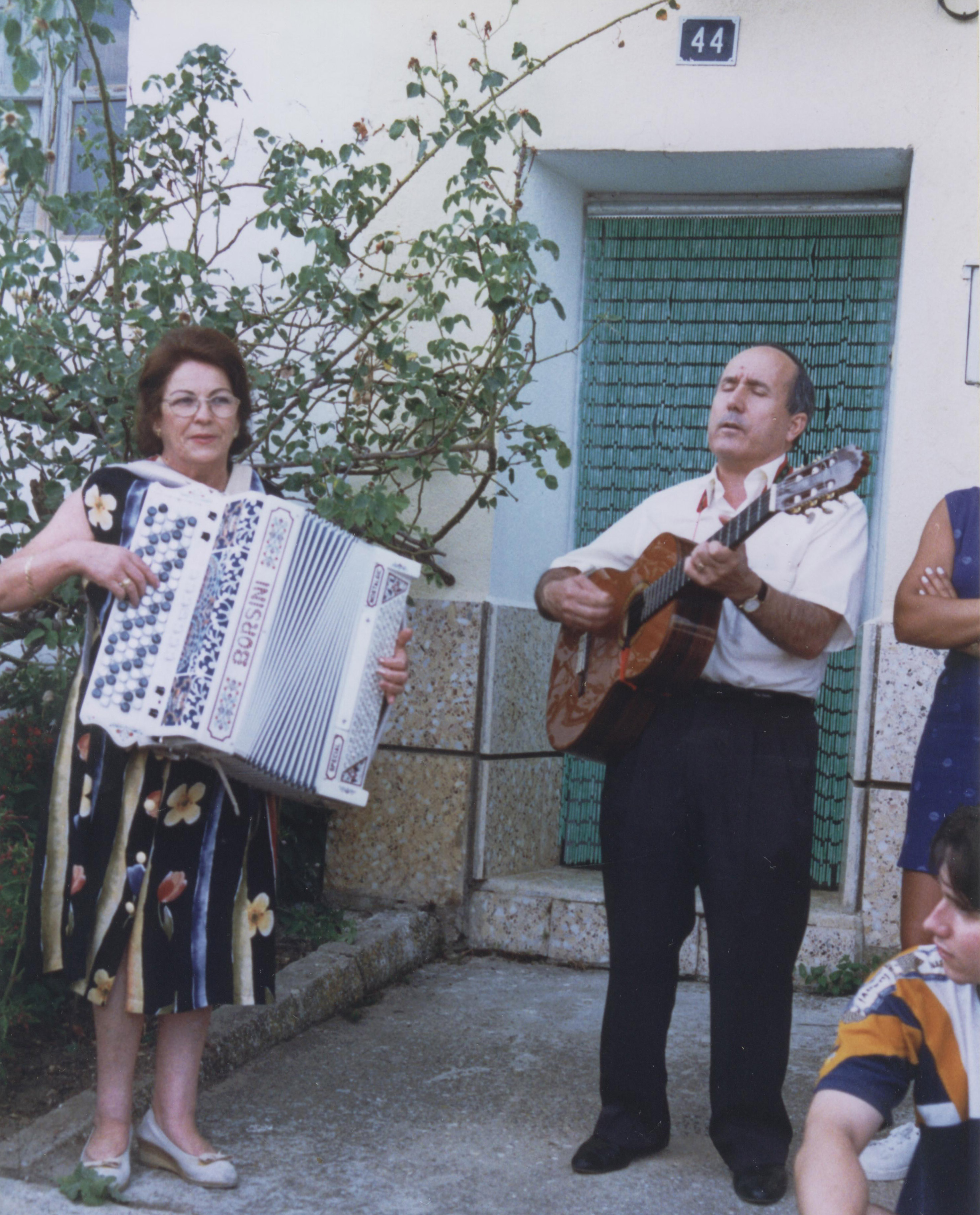
Amelia Almonacid y Fermín Pardo interpretando la Jota de Campillos-Paravientos.

En 1975, junto con un grupo de jóvenes entusiastas, fundó el “Grupo de Estudios Folklóricos JARAIZ” en la aldea de La Portera de Requena, que a finales de la década de los 90 pasó a convertirse en la “Asociación Cantares Viejos”, tomando este nombre de la discografía que hasta ese momento había publicado el grupo Jaraiz. 
Un año más tarde, en 1976, fue miembro fundador del grupo “Alimara” de la Societat Coral el Micalet de Valencia con un grupo de gente procedente del Seminario de Arte Popular del Departamento de Historia del Arte de la Universidad de Valencia y en las mismas fechas en su comarca, concretamente en La Portera (Requena).
En los años 80 entró a formar parte como cantador y asesor del “Col·lectiu de Estudis Folclòrics Aldarull" de la Societat Coral el Micalet. Más tarde, en 1986, fundó con otros expertos en música y coreografía tradicional valenciana el “Grup de Restauració de València”. También colaboró con el grupo “Arraïls”. En la actualidad continúa trabajando para la recuperación de la música popular e interpretando con la “Asociación Cantares Viejos de Requena” y "La Vihuela. Asociación de estudios etnográficos".
Siguiendo su trabajo de divulgación participó en 1975 en dos sesiones sobre folclore valenciano en el programa “Banda del Mirlitón” de TVE, ha dirigido programas de radio en la emisora Radio Requena con el nombre “Cantares viejos” y “De fiesta en fiesta”, para difundir la música y las tradiciones de la comarca de Requena-Utiel. También fue el encargado de conducir “La Dansà”, programa radiofónico sobre música tradicional valenciana, de Radio Nacional de España en la Comunidad Valenciana. Ha participado en numerosas grabaciones discográficas como intérprete o aportando materiales y ha dirigido y coordinado la grabación de vídeos sobre las costumbres y las tradiciones de la comarca de Requena-Utiel.
A lo largo de su trayectoria ha restaurado numerosos bailes y danzas tradicionales que habían dejado de interpretarse. Es el caso de los estilos de fandango de Cortes de Pallás, Cofrentes, Ayora, Hortunas, Los Isidros, Almusafes, Benimantell, Callosa de Ensarriá, etc., y también variantes de jota como la de Vallanca, La Portera, Camporrobles, Hortunas, Casas de Sotos, Siete Aguas, Casas de Moya, Venta del Moro, Requena, etc. También es el caso de las seguidillas de Villar de Olmos, Vallanca, Camporrobles, Fuenterrobles, etc. Y los boleros y valencianas de Albal, bolero de l'Alcúdia, etc. Pero si ha habido un trabajo destacado de recuperación fue la restauración del conjunto de danzas infantiles y de adultos de la festividad del Corpus de Valencia, las cuales no se representaban desde los años 40. En 1977 se restauraron danzas como “La magrana”, “ Els cavallets”, “Els pastorets”, el “Ball dels nanos” y la conocida “Dansà de la moma”.
El 16 de septiembre de 1994 el Pleno del Ayuntamiento de Requena lo nombró Cronista Oficial de Requena y el 6 de noviembre de 1999 fue elegido presidente del Centro de Estudios Requenenses. Es director de la Sección de Etnología del Museo Municipal de Requena y desde el 28 de mayo de 2011 es Hijo Predilecto de Requena. Fermín Pardo donó al Archivo Municipal de Requena su fondo sonoro y audiovisual que conserva todo el material recopilado a lo largo de los años y que se encuentra a disposición de todos los ciudadanos para su consulta.

## Archivo Sonoro de Música y Literatura Popular Fermín Pardo Pardo
El 4 de abril de 2008 Fermín Pardo donó al Archivo Municipal de Requena 325 cintas de casetas con grabaciones originales de unas 11.700 piezas de música tradicional y literatura popular correspondiente a 322 poblaciones de las siguientes comarcas y territorios: Requena-Utiel (se trata del 50% del material recopilado), Valle de Ayora, Rincón de Ademuz, La Costera, Camp de Túria, Los Serranos, l'Horta, la Ribera, Vall d'Albaida, Camp de Morvedre, l'Alacantí, Marina, la Vega Baja, Alto Vinalopó, Els Ports, l'Alcalaten, Alt Palància, el Maestrat, la Plana, Alt Millars, Provincia de Albacete y Serrania de Cuenca.

## Archivo Audiovisual Etnográfico de la Meseta de Requena-Utiel Fermín Pardo Pardo
El 5 de diciembre de 2013  Fermín Pardo donó al Archivo Municipal de Requena 4.244 diapositivas y 43 cintas de vídeos con grabaciones de carácter etnográfico de la Meseta de Requena-Utiel y otras comarcas realizadas entre 1985 y 1995 por Fermín Pardo y José Ángel Jesús-María Romero.  Recopila imágenes de arquitectura rural, religiosa, fiestas y rituales festivos con muchas muestras de música y danza, así como trabajos artesanales.

## Obra[1][19][20]
- PARDO PARDO, Fermín. Villancicos populares de la comarca de Requena-Utiel. El Levante-El Mercantil Valenciano, 23 de diciembre de 1975. (Por las rutas de nuestro folklore musical)

- PARDO PARDO, Fermín. Los mayos, canciones primaverales de ronda en la comarca de Requena-Utiel. El Levante-El Mercantil Valenciano, 1 de mayo de 1976. (Por las rutas de nuestro folklore musical)

- PARDO PARDO, Fermín. Danzas de palos en San Antonio y Campo Arcís. El Levante-El Mercantil Valenciano, 17 de junio de 1976. ( Por las rutas de nuestro folklore musical).

- PARDO PARDO Fermín, GARRIDO RICO Sebastián. Rondas en la aldea de Hortunas. En: Etnología y Tradiciones Populares III. Zaragoza, Institución Fernando el Católico, 1977.

- PARDO PARDO Fermín, SEGUÍ, Salvador (recop.). Danzas del Corpus valenciano. Valencia : Institución de Etnología Valenciana. Institución Alfonso el Magnánimo, [1978]. (Cuadernos de música folklórica valenciana. 2ª época; 1)

- Seguí, Salvador; Oller, María Teresa; Pardo, Fermín; Jesús-María, José A. Danzas de Titaguas. València: Sección Folklore Musical. Instituto de Etnología Valenciana. Institución Alfons el Magnànim, 1979 (Cuadernos de música folklòrica valenciana. Segunda época ; 2).

- Seguí, Salvador; Oller, María Teresa; López, José Luis; Pardo, Fermín; Garrido, Sebastián. Cancionero musical de la provincia de Valencia. Valencia: Institución Alfonso el Magnánimo, 1980.

- PARDO PARDO, Fermín; JESÚS-MARÍA ROMERO, José Ángel. Ritual y características de los Mayos en la comarca de Requena-Utiel (Valencia). En: Encuentro de Cultura Tradicional y Folclore. Murcia, Editora Regional, 1981, p. 121-131.

- PARDO PARDO, Fermín. La música tradicional navideña en nuestra comarca. Requena Musical, noviembre de 1983, [2] h

- PARDO PARDO, Fermín, JESÚS-MARÍA, José Ángel. Los romances navideños en la comarca de Requena-Utiel. En: IV Congreso Nacional de Artes y Costumbres Populares. Zaragoza, 1983.

- PARDO PARDO, Fermín. La alfarería en Requena. Oleana, 1985, n. 1. P. 7-31.

- PARDO PARDO, Fermín. Características de la jota en el campo de Requena-Utiel. En: Memoria de la I Asamblea Comarcal de Cronistas, Investigadores y Escritores...celebrada en septiembre de 1983. Utiel, Ayuntamiento, 1985, p. 132-141.

- PARDO PARDO, Fermín. El hibridismo cultural en territorios fronterizos: la comarca de Requena-Utiel. En: II Jornadas de Etnología de Castilla-La Mancha. Toledo, 1985.

- PARDO PARDO, Fermín. La jota en el Campo de Requena-Utiel. En: II Jornadas de Etnología de Castilla-La Mancha. Toledo, 1985.

- PARDO PARDO Fermín. Las relaciones (Moros y Cristianos) en el Campo de Requena-Utiel. En: II Congreso Nacional de la Fiesta de Moros y Cristianos. 1985, p. 267-274.

- PARDO PARDO, Fermín. Los sones de dulzaina y las danzas para los santos en el Campo de Requena-Utiel. En: II Jornadas de Etnología de Castilla-La Mancha. Toledo, 1985.

- PARDO PARDO, Fermín; CAÑADA SOLAZ, Rosa Julia. Manifestaciones folklóricas de carácter literario-musical en el Campo de Requena-Utiel. Oleana, 1986, n. 2, p. 33-49.

- PARDO PARDO, Fermín. El romance dentro de la música y la literatura popular navideña del Campo de Requena-Utiel. Oleana, 1987, n. 3, p. 77-112.

- PARDO PARDO, Fermín. La indumentaria popular tradicional y el traje típico en el Campo de Requena-Utiel. El Trullo, junio de 1989, [5] p.

- PARDO PARDO, Fermín. Significado y sentido de la celebración del 750 aniversario del nacimiento de la comarca. Oleana, 1989, n. 4, p. 125-134.

- PARDO PARDO, Fermín. El vino y la uva en la literatura popular de nuestra comarca. El Trullo, diciembre, 1990, [4] p.

- PARDO PARDO, Fermín. Pan bendito y caridás en el antiguo Arciprestazgo de Requena. Oleana, 1992, n. 7, p. 107-123.

- PARDO PARDO, Fermín, JESÚS-MARÍA, José Ángel. Las danzas rituales y procesionales en la ribera del Júcar (Valencia). Narria : estudios de artes y costumbre populares, n.65-66, julio de 1994, p. 51-58

- PARDO PARDO Fermín, CEBOLLA MARRADES Salvador. Origen de las parroquias centenarias en las aldeas de Requena. Requena, Ayuntamiento, 1995.

- PARDO PARDO, Fermín. El Campo de Requena y su capitalidad. Oleana, 1996, n. 11, p. 39-52.

- PARDO PARDO, Fermín. Leyendas de la tradición oral en el Campo de Requena-Utiel. Yakka: revista de estudios yeclanos, 1996, n. 7, p. 139-148.

- PARDO PARDO, Fermín; JESÚS-MARÍA, José Ángel. Aproximación a la indumentaria tradicional en el Campo de Requena-Utiel 1789-1914: Museo Municipal de Requena. València, Conselleria de Cultura, Educació i Ciència, 1997

- PARDO PARDO, Fermín. La ermita del Santo en Las Peñas y la fiesta de su titular el Glorioso San Sebastián Mártir. Oleana, 1997, n. 12, p. 7-15.

- PARDO PARDO, Fermín y OLLER BENLLOCH, Mª Teresa. Los mayos en el Campo de Requena-Utiel y otras comarcas valencianas. Requena, Centro de Estudios Requenenses, 1997.

- PARDO PARDO, Fermín. Recuperación de los mayos y los junios. El Trullo, agosto de 1997. 3 p.

- PARDO PARDO, Fermín. El molino del “Templao” o de Marina en la partida de Hortunas. Oleana, 1998, n. 13, p. 111-119.

- PARDO PARDO, Fermín; CEBOLLA MARRADES, Salvador. Santa María en el antiguo Arciprestazgo de Requena. Requena, Ayuntamiento, 1998.

- PARDO PARDO, Fermín. La copla en nuestra tradición oral. El Lebrillo Cultural, 1999, n.12, p.7-16.

- PARDO PARDO, Fermín; MONFERRER MONFORT, Àlvar.“Els Maigs. En: Calendari de festes de la Comunitat Valenciana : primavera. València : Fundació Bancaixa, D.L. 1999.

- PARDO PARDO, Fermín Pervivencia de la jota en Venta del Moro y sus aldeas. El Lebrillo Cultural, 1999, n.11, p.21-25.

- PARDO PARDO, Fermín. Los cantos navideños de tradición oral en el Campo de Requena-Utiel. La Tierra, diciembre de 2000, n. 88, p. 5.

- PARDO PARDO, Fermín. El Corpus Cristi en Requena. La Tierra, julio de 2000, n. 83, p. 4.

- PARDO PARDO, Fermín. Fiestas y elementos festivos tradicionales en el Campo de Requena-Utiel. En: Crónica de la XXII Asamblea de Cronistas Oficiales del Reino de Valencia (Valencia-La Valldigna-Santa Pola, octubre 1998). Valencia: Cronistes del Regne de València, 2000, p. 417-440.

- PARDO PARDO Fermín. La capilla de Nuestra Señora de la Soterraña en el Real Convento del Carmen de Requena. La Tierra, septiembre de 2000, n. 85, p. 4.

- PARDO PARDO, Fermín. El interés histórico, artístico y etnológico de la Venta del Rebollar. La Tierra, junio de 2000, n. 82, p. 4.

- PARDO PARDO, Fermín. El Templo de Santa María de Requena. La Tierra, mayo de 2000, n. 81, p. 4.

- PARDO PARDO, Fermín. La viña y la bodega en el Campo de Requena-Utiel, 1850-1950. Museo Municipal de Requena. Requena, Ayuntamiento, 2000.

- PARDO PARDO, Fermín. Fiestas y elementos festivos tradicionales en Jaraguas. El Lebrillo Cultural, 2001, n. 15, p. 38-44.

- PARDO PARDO, Fermín. Hogueras y cohetes en el Campo de Requena-Utiel. La Tierra, enero de 2001, n. 89, p. 4.

- PARDO PARDO Fermín; Jesús-María, José Ángel. La música popular en la tradició valenciana.  [València] : Institut Valencià de la Música, [2011]. (Biblioteca de música valenciana. Sèrie menor)

- PARDO PARDO Fermín. La música tradicional de dulzaina en Villargordo del Cabriel. Oleana, 2001, nº 16, p. 445-462.

- PARDO PARDO, Fermín. Música y literatura popular tradicional en Jaraguas. El Lebrillo Cultural, 2001, n. 15, p. 23-31.

- PARDO PARDO, Fermín. El riego en Hortunas en la segunda mitad del siglo XIX. Oleana, 2001, nº 16, p. 121-134.

- PARDO PARDO, Fermín. El Templo de San Nicolás el Magno de Requena. Oleana, 2001, nº 16, p. 197-204.

- PARDO PARDO, Fermín. La ermita de San Blas de Requena en la antigua labor del Almadeque. El Trullo, diciembre de 2002, [3] p.

- PARDO PARDO, Fermín. Música y literatura de tradición oral en las Casas del Rey. El Lebrillo Cultural, agosto de 2002, nº 18, 26 p.

- PARDO PARDO, Fermín. Sobre el origen del embutido y conservas derivadas del cerdo en Requena y su territorio municipal. Oleana, 2002, n. 17, p. 89-102.

- PARDO PARDO, Fermín. IV Centenario de la Cofradía de Colmeneros de San Antonio Abad de la antigua Iglesia Conventual del Carmen de Requena. Al Olivo, 2003, nº 6, p. 7.

- PARDO PARDO, Fermín. Las cuevas de la Plaza de la Villa en Requena. Oleana, n. 18, 2003, p. 7-18.

- PARDO PARDO, Fermín. 25 aniversario de la recuperación de la Ermita de Hortunas. BIM, noviembre de 2006, n. 16, p. 14.

- PARDO PARDO, Fermín. El Templo del Carmen de Requena. Al Olivo, 2006, nº 9, p. 6-9.

- PARDO PARDO, Fermín. Bailes de maestro del siglo XVIII y XIX en Requena. BIM, marzo de 2007, n. 18, p. 15.

- PARDO PARDO, Fermín. Los riegos de balsa en el Valle y partida de Hortunas. Oleana, n. 21, 2007, p. 77-94.

- PARDO PARDO, Fermín. Los zaguanes del XVIII y XIX en Requena. BIM, enero de 2007, n. 17, p. 14.

- PARDO PARDO, Fermín. El carbón y la fornilla en el Campo de Requena-Utiel: el aprovechamiento del bosque. En: Historia del ferrocarril en las comarcas valencianas: La Meseta Utiel-Requena. Inmaculada Aguilar (dir.). Valencia: Conselleria d’Infraestructures i Transport, 2008, p. 111-125.

- PARDO PARDO, Fermín. Cristianización en la Comunidad de Villa y Tierra de Requena. Oleana, 2008, n. 22, p. 285-336.

- PARDO PARDO, Fermín. Colmenas y colmeneros en Requena y su Tierra en el siglo XVIII. Oleana: Cuadernos de Cultura Comarcal, 2009, n. 24, p. 207-229. IV Congreso de Historia Comarcal (noviembre de 2009).

- PARDO PARDO, Fermín. Representaciones de Moros y Cristianos: Las Relaciones. El Trullo, agosto 2009, [2] p.

- PARDO PARDO, Fermín. La indumentaria a lo largo del siglo XIX en las comarcas valencianas. En: Llibre faller : falles de València. València : Junta Central Fallera, 2011, p. 191-197

- PARDO PARDO, Fermín. La Parroquia de San Nicolás de Requena – La Antigua. San Nicolás de Bari: patrón de Requena, 2011, [3] p.

- PARDO PARDO, Fermín. Las seguidillas en el territorio de la Cruz de los Tres Reinos. En: I Simposium Cruz de los Tres Reinos: Espacio y tiempo en un territorio de frontera (Ademuz, julio 2008). Universidad de Castilla Mancha, 2011, p. 433.445.

- PARDO PARDO, Fermín. Música de la romería a la Virgen de Santerón y canciones populares de Vallanca. Recopilación y dirección de Fermín Pardo. Edición de E. G. Tabalet. Alboraia, 2000. 636-CD.

- PARDO PARDO, Fermín. "Los bailes tradicionales de Vallanca (I): La seguidilla", en la revista ABABOL, nº 64. Pp. 22-30. Ed. Instituto Cultural y de Estudios del Rincón de Ademuz. ISSN 1578-6978. Ademuz, 2011.

- PARDO PARDO, Fermín. "Los bailes tradicionales de Vallanca (II): La jota", en la revista ABABOL, nº 66. Pp. 16-27. Ed. Instituto Cultural y de Estudios del Rincón de Ademuz. ISSN 1578-6978. Ademuz, 2012.

- PARDO PARDO, Fermín. "Los bailes tradicionales de Vallanca (III): La rondalla, los bailes agarrados", en la revista ABABOL, nº 69. Pp. 17-28. Ed. Instituto Cultural y de Estudios del Rincón de Ademuz. ISSN 1578-6978. Ademuz, 2013.

- PARDO PARDO, Fermín. "Los bailes tradicionales de Vallanca (y IV): Las estrofas en los cantos bailables. La indumentaria", en la revista ABABOL, nº 71. Pp. 19-25. Ed. Instituto Cultural y de Estudios del Rincón de Ademuz. ISSN 1578-6978. Ademuz, 2013.

- PARDO PARDO, Fermín. Bodegas familiares en la partida de Hortunas. Oleana: Cuadernos de Cultura Comarcal, 2012, n. 26, p. 363-395. V Congreso de Historia Comarcal (noviembre de 2011).

- PARDO PARDO, Fermín. Literatura oral comarcana relacionada con la uva, el vino y la viticultura. Oleana: Cuadernos de Cultura Comarcal, 2012, n. 26, p. 397-395. V Congreso de Historia Comarcal (noviembre de 2011).

- PARDO PARDO, Fermín. Ntra. Sra. de la Soterraña en el Carmen del Carmen. Requena: Centro de Estudios Requenenses, 2011, 176 p. + CD (La música y las danzas de la Soterraña y Cantos navideños de Requena y su Tierra).

- PARDO PARDO, Fermín. El guardapiés que no tapaba los pies. En: Llibre faller : falles de València. València : Junta Central Fallera, 2012, p. 179-185

- PARDO PARDO, Fermín. El Templo de Santa María de la Asunción de Requena. Al Olivo, Semana Santa, 2012, n. 15, p. 14-16.

- PARDO PARDO, Fermín. El Templo del Carmen de Requena: belleza artística, trascendencia histórica, importancia religiosa y categoría monumental. Mayordomía de San Nicolás de Bari: patrón de Requena, diciembre de 2012, n. 2, p. 12-13

- PARDO PARDO, Fermín. Ermita del Santísimo Cristo del Amparo de Requena. Al Olivo, Semana Santa 2013, n. 16, p. 14-15.

- PARDO PARDO, Fermín. El Templo de San Nicolás, hace cien años. Mayordomía de San Nicolás de Bari patrón de Requena, diciembre de 2013, n. 3, [2] p

- PARDO PARDO, Fermín. Familias labradoras de Hortunas en el siglo XIX. Oleana: Cuadernos de Cultura Comarcal, 2014, n. 28, p. 521-521-565. VI Congreso de Historia Comarcal (noviembre de 2013).

- PARDO PARDO, Fermín. La Iglesia Parroquial de San Nicolás de Requena: sus remodelaciones a lo largo de la historia. El Trullo, invierno 2014, [4] h.

- PARDO PARDO, Fermín. El poblamiento del término de Venta del Moro a mediados del siglo XIX. El Lebrillo Cultural, agosto de 2014, n. 31, p. 37-41.

- PARDO PARDO, Fermín. El Templo de San Nicolás de Bari en la posguerra. Mayordomía de San Nicolás de Bari patrón de Requena, diciembre 2014, n. 4, [2] p.

- PARDO PARDO, Fermín. La ermita de San Bartolomé y de Ntra. Sra. de la Caridad de Requena. Al Olivo, Requena, Cofradía Oración en el Huerto y Corazón Doloroso de María, 2015, n. 18, p. 14-15.

- PARDO PARDO, Fermín. Intervenciones barrocas y academicistas en el patrimonio eclesiástico de Requena. Oleana: Cuadernos de Cultura Comarcal, 2015, n. 30, p. 365-387. VII Congreso de Historia Comarcal (noviembre de 2015).

- PARDO PARDO Fermín. Las relaciones de moros y cristianos en la aldea de Las Monjas. EL Lebrillo Cultural, agosto de 2015, n. 32, p. 47-56

- PARDO PARDO, Fermín. MARCO CASERO, Javier V. y MARTÍNEZ GIL, Pablo. Vestirse con un cuadro. Exposición de mantones de seda". Requena, Museo Municipal de Requena, 2016.

- PARDO PARDO, Fermín. MARCO CASERO, Javier V. y MARTÍNEZ GIL, Pablo.  Vale más la envoltura que la criatura. La infancia en la tradición de Requena-Utiel". Requena, Museo Municipal de Requena, 2017.

- PARDO PARDO, Fermín. MARCO CASERO, Javier V. y MARTÍNEZ GIL, Pablo. De cintura para abajo. El refajo en la indumentaria tradicional". Requena, Museo Municipal de Requena, 2018.

- PARDO PARDO, Fermín. MARCO CASERO, Javier V. y MARTÍNEZ GIL, Pablo. Tápate, María, tápate. Pudor y recato en la indumentaria tradicional de Requena y su Tierra". Requena, Museo Municipal de Requena, 2019.

- PARDO PARDO, Fermín. MARCO CASERO, Javier V. y MARTÍNEZ GIL, Pablo. Átate los machos. Indumentaria popular masculina en el interior valenciano". Requena, Museo Municipal de Requena, 2021.

- PARDO PARDO, Fermín. MARCO CASERO, Javier V. y MARTÍNEZ GIL, Pablo. A lo labradora. Indumentaria popular femenina en el interior valenciano". Requena, Museo Municipal de Requena, 2023.